# Iwanhorod (obwód czerkaski)
Iwanhorod (ukr. Івангород, pol. Iwangród) – wieś na Ukrainie w obwodzie czerkaskim, w rejonie humańskim, centrum silskiej rady. Położony nad rzeką Udycz.

## Historia
Najstarsze ślady osodnictwa w Iwanohrodzie sięgają czasów prehistorycznych, czego śladem mogą być pozostałości grodziska łączonego z kulturą trypolską. W średniowieczu miejscowość leżała na szlaku czumackim z Kijowa na Krym. W XIII w. wraz z innymi terytoriami dawnej Rusi Kijowskiej znalazł się w granicach Wielkiego Księstwa Litewskiego, a następnie w Rzeczypospolitej (województwo bracławskie). 
Iwanhorod leżał na terenie włości humanieckiej (pustynię pewną Umany nazwaną) darowanej Walentemu Aleksandrowi Kalinowskiemu konstytucją sejmową z 1609 r. Kalinowscy przyczynili się do zagospodarowania tych rozległych terenów Bracławszczyzny regularnie pustoszonej przez Tatarów. W czasie powstania Chmielnickiego Iwanogród (od 1649 r.) stał się miasteczkiem sotennym jako stolica sotni iwanogrodzkiej w obrębie pułku humańskiego. Miejscowym setnikiem, dowódcą 201 kozaków, był Wasyl Bubłyk (Bublik, Василь Бублик), znany z tego, że został w 1652 r. stracony za zdradę i zamiar zabicia Chmielnickiego.
Po II rozbiorze Rzeczypospolitej Iwanogród znalazł się pod panowaniem Imperium Rosyjskiego (ujezd hajsyński guberni podolskiej)

## Przypisy

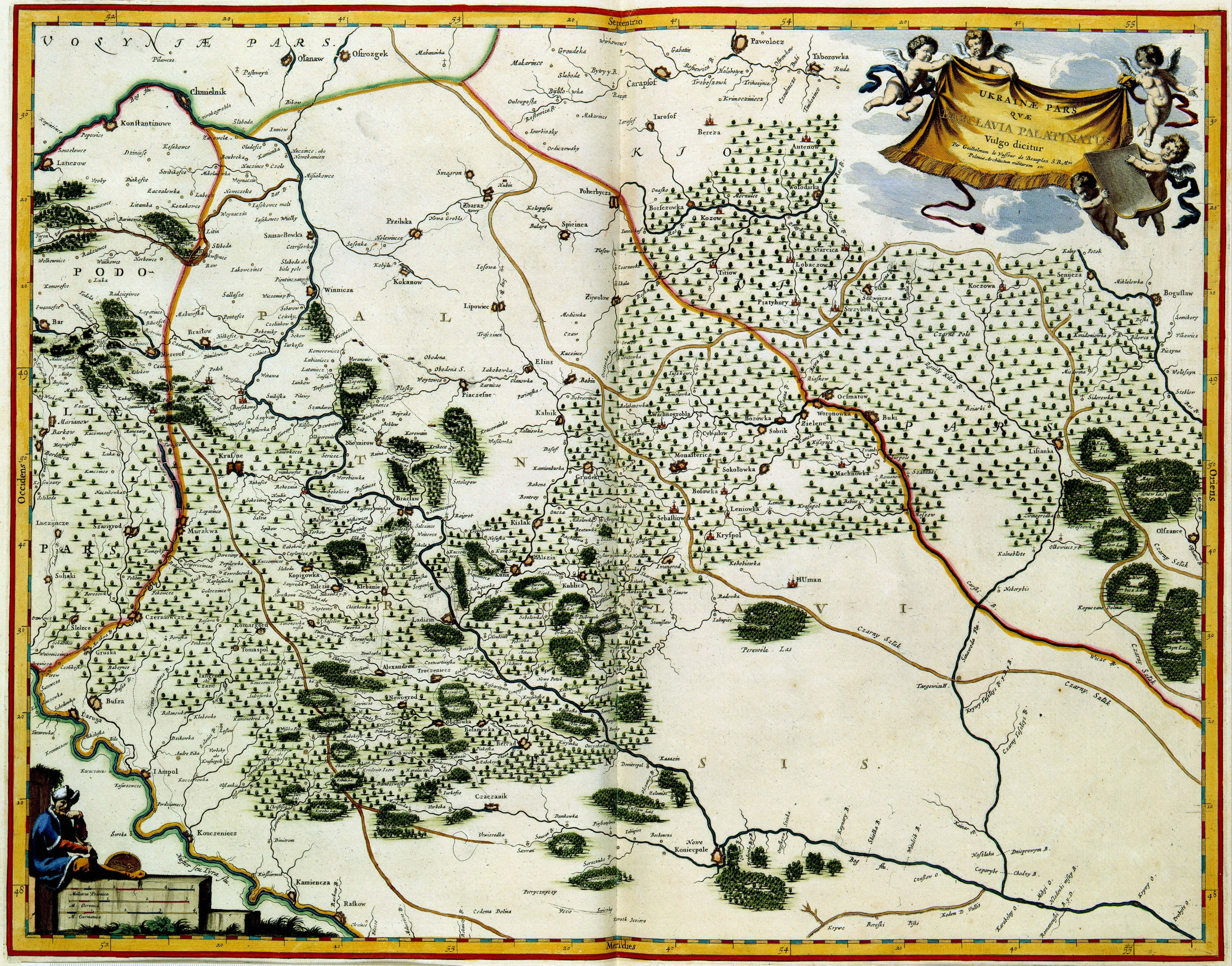
leftMapa województwa bracławskiego z 1648 r. Miejscowość w centralnej części mapy